# قناع ذو صمام وكيس
القناع ذو الصمام والكيس (ويُعرف أيضا باسم حقيبة أمبو وجهاز الإنعاش اليدوي وكيس النفخ الذاتي) هو جهاز يُستخدم عادة لتوفير تهوية بالضغط الإيجابي في حالات توقف التنفس أو عدم التنفس بشكل كاف، ويُعد القناع جزءًا من مجموعات الإنعاش خارج المستشفى (سيارات الإسعاف)، كما يُستخدم أيضًا بشكل متكرر في المستشفيات كجزء من المعدات القياسية الموجودة في عربة الإنعاش بغرف الطوارئ أو الرعاية الحرجة الأخرى، وتأكيدًا على تكرار استخدام القناع ذو الصمام والكيس وأهميته في الولايات المتحدة فقد أوصت إرشادات جمعية القلب الأمريكية للإنعاش القلبي الرئوي والرعاية القلبية الطارئة أنه «يجب على جميع مقدمي الرعاية الصحية أن يكونوا على دراية باستخدام القناع ذو الصمام والكيس». ويُستخدم القناع ذو الصمام والكيس أيضًا داخل المستشفى للتهوية المؤقتة للمرضى الذين يعتمدون على أجهزة التنفس الصناعي عندما يحتاج الجهاز إلى فحص الأعطال أو عند نقل المرضى داخل المستشفى.
يوجد نوعان رئيسيان من الأقنعة ذات الصمام والكيس؛ الأول يمتلأ ذاتيًا بالهواء الجوي، ويمكن إضافة الأكسجين له لكن ذلك ليس ضروريًا لعمل القناع. والثاني يمتلأ بالتدفق، ويُستخدم بكثافة في غرف العمليات لتهوية المرضى أثناء التخدير والإفاقة.
كثيرًا ما يُطلق على تهوية المريض باستخدام القناع ذو الصمام والكيس مصطلح «تكيس» المريض، ويؤدي استخدام القناع ذو الصمام والكيس إلى ضخ الأكسجين بقوة إلى الرئتين تحت ضغط، وبالتالي يشكل وسيلة يدوية لتوفير تهوية بالضغط الإيجابي.

## نبذة تاريخية
طور المهندس الألماني هولغر هيسه وشريكه طبيب التخدير الدنماركي هينينغ روبن مفهوم القناع ذي الصمام والكيس في عام 1956، بعد عملهم الأولي على مضخة الشفط. تغير اسم شركة هيسه فيما بعد ليصبح أمبو إيه/إس، إذ عملت الشركة على تصنيع الجهاز وتسويقه منذ عام 1956. قدمت أمبو إيه/إس كيس أمبو، وهو كيس إنعاش ذاتي النفخ، علمًا أن الشركة ما تزال تصنع أجهزة الإنعاش ذات الأكياس ذاتية النفخ وتسوقها.
يوجد اليوم العديد من الشركات المصنعة لأجهزة الإنعاش ذات الأكياس ذاتية النفخ. يأتي بعضها، مثل كيس الأمبو الأولي، متينًا ومخصصًا لإعادة الاستخدام بعد التنظيف الشامل، في حين يكون بعضها الآخر غير مكلف ومخصصًا لاستخدام مريض واحد.
أُنتجت الأقنعة ذات في البداية بحجم واحد، وباتت متاحة اليوم بأحجام مختلفة لاستخدامها مع الرضع أو الأطفال أو البالغين.

## المكونات المعيارية

### قناع
صورة: قناع ذو صمام وكيس. يتألف الجزء 1 من قناع مرن يلتصق بإحكام على وجه المريض، بينما يحتوي الجزء 2 مرشحًا وصمامًا لمنع التدفق العكسي إلى الكيس (يمنع حرمان المريض من الأكسجين وتلوث الكيس)، أما الجزء 3 فهو الكيس الرقيق الذي يُضغط لدفع الهواء باتجاه المريض.
يتكون بي في إم من حجرة هواء مرنة (وهي «الكيس»، بطول قدم تقريبًا)، متصلة بقناع وجه عبر صمام ذي سديلة. عند وضع قناع الوجه وضعًا صحيحًا وضغط «الكيس»، يدفع الجهاز الهواء ليدخل رئتي المريض؛ عندما يُحرر الكيس من الضغط، ينتفخ ذاتيًا من طرفه الآخر، ويسحب إما الهواء المحيط أو دفق الأكسجين منخفض الضغط الذي توفره أسطوانة منظمة، مع السماح أيضًا بتفريغ رئتي المريض من الهواء عبر الصمام أحادي الاتجاه إلى البيئة المحيطة (وليس الكيس).

### كيس وصمام
يمكن أيضًا ربط الأكياس والصمامات بمجرى هواء بديل عن القناع، إذ تُوصل مثلًا بأنبوب داخل الرغامى أو بقناع حنجري. يمكن أيضًا استخدام مبادِلات الحرارة والرطوبة الصغيرة، أو مرشحات الترطيب أو المرشحات البكتيرية.
يُستخدم القناع أحيانًا دون وصله بخزان الأكسجين لتوفير «هواء الغرفة» (21% أكسجين) للمريض. على أي حال، يمكن أيضًا توصيل أجهزة الإنعاش اليدوي بخزان كيس منفصل، يُملأ بالأكسجين النقي من مصدر أكسجين مضغوط، وعليه تزداد نسبة الأكسجين التي يحصل عليها المريض لتصل إلى 100% تقريبًا.
تأتي الأقنعة ذات الصمام والكيس بأحجام مختلفة لتناسب الرضع والأطفال والبالغين. قد يكون حجم قناع الوجه مستقلًا عن حجم الكيس؛ يمكن مثلًا استخدام كيس واحد مخصص للأطفال مع أقنعة مختلفة لأحجام وجه متعددة، أو يمكن استخدام قناع الأطفال مع كيس مخصص للكبار عند المرضى ذوي الوجوه الصغيرة.
يمكن التخلص من معظم أنواع الأجهزة، وعليه تُستخدم لمرة واحدة، بينما تُصمم أنواع أخرى لتنظيفها وإعادة استخدامها.

## طريقة الاستخدام

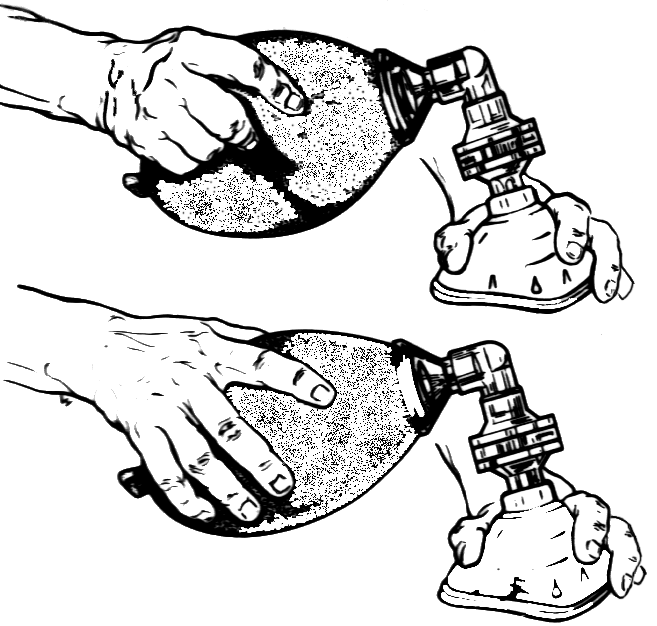
استخدام القناع ذي الصمام والكيس

تعمل أجهزة الإنعاش اليدوية على تغذية المريض بالغاز الموجود داخل جزء الكيس القابل للنفخ عبر صمام أحادي الاتجاه عند ضغطه بواسطة المنقذ؛ ثم يُنقل الغاز عبر القناع إلى الرغامى والقصبات الهوائية والرئتين. حتى يعمل بكفاءة، يجب أن يوصل القناع ذي الصمام والكيس ما بين 500 و600 مل من الهواء إلى رئتي المريض الذكر البالغ الطبيعي، لكن 400 مل قد تكفي إذا أُعطي الأكسجين الإضافي. يوفر الضغط على الكيس مرة كل 5 - 6 ثوانٍ عند الشخص البالغ أو مرة كل 3 ثوانٍ عند الرضع أو الأطفال معدل تنفس مناسبًا (10-12 مرة في الدقيقة للبالغين و20 مرة في الدقيقة للطفل أو الرضيع).
يُدرب رجال الإنقاذ المحترفين على التأكد من تثبيت القناع بإحكام حول وجه المريض (لضمان «إغلاق القناع» المناسب)، وإلا يتحرر الضغط اللازم لنفخ الرئتين القسري إلى البيئة المحيطة. يعاني المنقذ صعوبةً عندما يحاول لوحده الحفاظ على ثبات قناع الوجه بيد واحدة في أثناء الضغط على الكيس باليد الأخرى. لذلك، ينص البروتوكول الشائع على وجود منقذَين اثنين: يمسك أحدهما القناع على وجه المريض بكلتا يديه ويركز كليًا على تثبيته بإحكام ومنع تسرب الضغط، بينما يضغط المنقذ الآخر الكيس ويركز على التنفس (أو الحجم المدي) والتوقيت.
يستطيع الممارس الخبير إدخال الأنبوب الرغامي (إي تي) الذي يحل محل القناع في جهاز الإنعاش اليدوي. يوفر الأنبوب ممرًا أكثر أمانًا للهواء بين جهاز الإنعاش والمريض، بسبب إغلاق الأنبوب بكفة قابلة للنفخ داخل الرغامى، ما يجعل حدوث القلس أمرًا غير مرجح، وعليه لا يمكن توجيه ضغط النفخ القسري إلا إلى الرئتين، أي لا يتجه دون قصد إلى المعدة (انظر «المضاعفات» أدناه). يحافظ الأنبوب الرغامي أيضًا على مجرى هوائي مفتوح وآمن في جميع الأوقات، حتى في أثناء ضغطات الإنعاش القلبي الرئوي؛ خلافًا لما يكون عليه الحال عند استخدام جهاز الإنعاش اليدوي مع قناع، حيث يصعب تطبيق قناع الوجه بإحكام في أثناء تطبيق الضغط.

## الأقنعة ذات الصمام والكيس المستخدمة في القتال
يُعد انسداد مجرى الهواء سببًا رئيسيًا للوفاة في إصابات المعارك. يختلف تدبير مجرى الهواء في الاشتباكات اختلافًا كبيرًا عن الحالات المشابهة خارج ساحة المعركة. تمثل رضوح الفكين السبب الرئيسي لانسداد مجرى الهواء. غالبًا ما تتعقد الإصابة بسبب معاناة المريض والتشوهات التشريحية والطبيعة الدموية للإصابة، وغالبًا ما تترافق هذه الإصابات بنزوف كبيرة نتيجة إصابة الأوعية الدموية المجاورة.
يواجه المسعفون العسكريون تحديات شديدة، بما فيها «الظلام، والنيران المعادية، ومحدودية الموارد، وأوقات الإخلاء الطويلة، والصعوبات الخاصة بنقل الضحايا، والقرارات القيادية والتكتيكية التي تؤثر في الرعاية الصحية، والبيئات المعادية ومستوى خبرة مقدم الخدمة». يضطر المسعفون غالبًا إلى علاج العديد من الضحايا باستخدام المعدات التي يحملونها على ظهورهم فقط. يتضح مما سبق أن الحيز المحمول على الظهر ذو أهمية جوهرية وعليه جرى تصنيع أقنعة ذات صمام وكيس مضغوطة، مثل بوكيت بي في إم، لتوفير المساحة القيمة في عدة الطوارئ.

## المضاعفات
في ظل التنفس الطبيعي، تنتفخ الرئتان تحت فراغ طفيف عندما تتمدد عضلات جدار الصدر والحجاب الحاجز؛ هذا «ينفخ» الرئتين، ما يتسبب بدخول الهواء إليهما ومن ثم انتفاخهما تحت هذا الفراغ. على أي حال، عند استخدام جهاز الإنعاش اليدوي، كما هو الحال مع طرق التهوية بالضغط الإيجابي الأخرى، تُنفخ الرئتين بقوة بالهواء المضغوط أو الأكسجين؛ تؤدي هذه العملية بطبيعتها إلى خطر حدوث مضاعفات مختلفة، يعتمد الكثير منها على الجزء المستخدم مع جهاز الإنعاش اليدوي؛ قناع الوجه أو الأنبوب رغامي. ترتبط المضاعفات بالنفخ المفرط أو الضغط المفرط المطبق على رئتي المريض، ما قد يؤدي إلى: (1) نفخ المعدة بالهواء (يسمى نفخ المعدة)؛ (2) إصابة الرئة بسبب التمدد المفرط (تسمى الرض الحجمي)؛ أو (3) إصابة الرئة بسبب الضغط المفرط (تسمى الرض الضغطي).